# Шевченко Олександр Григорович
Шевченко Олександр Григорович — радянський і український редактор.
Народився 28 липня 1954 р. в м. Конотоп Сумської обл. Закінчив Київський державний університет ім. Т. Г. Шевченка (1977). 
Працює на Київській кіностудії ім. О. П. Довженка.
Член Національної спілки кінематографістів України.

## Фільмографія
- «„Мерседес“ втікає від погоні» (1980)
- «Пароль знали двоє» (1985)
- «Легенда про безсмертя‎» (1985)
- «Етюди про Врубеля» (1989)
- «Лебедине озеро. Зона» (1989)
- «Відьма» (1990)
- «Подарунок на іменини» (1992)
- «Гетьманські клейноди» (1993)
- «Записки кирпатого Мефістофеля» (1994)
- «Атентат — Осіннє вбивство в Мюнхені» (1995)
- «Геллі і Нок» (1995)
- «І світ мене не впіймав...» (2004, реж. Юрій Зморович; фільм про Г. Сковороду)
- «Залізна сотня» (2004, редактор і співсценарист)
- «Владика Андрей» (2008, у співавт.) та ін.
- «Голод-33»(1991)
- «Нескорений»(2000)